# 約翰·畢比
約翰·畢比（英語：John Beebe，1939年6月24日—），是一位美國榮格分析師；擁有哈佛學院和芝加哥大學醫學院的學位。他曾任舊金山榮格學院院長，是美國精神醫學學會終身傑出研究員。

## 經歷
畢比以分析心理學的理論及應用在美國及全球進行演講。他積極在中國引入榮格心理學培訓Jungian psychology in China Archive.today的存檔，存档日期2019-10-28。畢比於1979年創立《舊金山榮格學院圖書館期刊The San Francisco Jung Institute Library Journal （页面存档备份，存于）》，並擔任編輯（現稱為《榮格期刊：文化與靈魂Jung Journal - Taylor & Francis Online （页面存档备份，存于）》）。他也是《分析心理學期刊》（The Journal of Analytical Psychology）的第一位美籍共同編輯
畢比與唐納德·桑德納（Donald Sandner）共同撰寫《精神病理學與分析》，將榮格的理論拓展至實務工作上；與湯瑪士·克許（Thomas Kirsch）、喬·凱布雷（Joe Cambray）合寫《佛洛伊德學派能向榮格學什麼？》。

## 中文出版書籍
- 《品德深度心理學》（Integrity in Depth），2010年，繁體中文版由心靈工坊出版，ISBN 978-986-678-281-7